# La vie est un roman
La vie est un roman is een Franse filmkomedie uit 1983 onder regie van Alain Resnais.

## Verhaal
Drie verhalen spelen zich af in een kasteel in de Ardennen. Graaf Forbek besluit het kasteel te bouwen aan de vooravond van de Eerste Wereldoorlog. Na de oorlog gebruikt hij het kasteel om zijn ideale samenleving te beginnen. Hij hersenspoelt daarbij zijn vrienden, zijn voormalige verloofde en haar man. Thans gebruikt men het kasteel als een alternatieve school. Tijdens de zomervakantie is het een plaats waar conferenties worden gehouden over het onderwijs. De kinderen die er tijdens de vakantie verblijven, verzinnen eigen verhalen over de Middeleeuwen.

## Rolverdeling
- Vittorio Gassman: Walter Guarini

| Acteur            | Personage          |
| ----------------- | ------------------ |
| Ruggero Raimondi  | Michel Forbek      |
| Geraldine Chaplin | Nora Winkle        |
| Fanny Ardant      | Livia Ceraskier    |
| Pierre Arditi     | Robert Dufresne    |
| Sabine Azéma      | Élisabeth Rousseau |
| André Dussollier  | Raoul Vandamme     |
| Robert Manuel     | Georges Leroux     |
| Martine Kelly     | Claudine Obertin   |
| Samson Fainsilber | Zoltán Forbek      |
| Véronique Silver  | Nathalie Holberg   |
| André Dussolier   | Raoul Vandamme     |
| Cathy Berberian   | Verpleegster       |